# Jojoba-slægten
Jojoba-slægten (Simmondsia) er en slægt, som kun rummer én enkelt art, nemlig den nedenstående. Alle dele af beskrivelsen skal derfor søges under denne art. Læg mærke til, at navnet let kan forveksles med Jujube (Ziziphus), som ganske vist tilhører en helt anden familie, nemlig Korsved-familien.
| Den beskrevne art |

- Jojoba (Simmondsia chinensis)